# Pud
Púd (rusko пуд) je stara ruska enota za maso. Enota je enaka 40 staroruskih funtov ali 16,380481633991 kg. Uporabljali so jo v Rusiji, Belorusiji in Ukrajini. Pud je prvič omenjen v listinah iz 12. stoletja, še posebej v listinah kneza Vsevoloda Mstislaviča iz leta 1134. Pud so v Sovjetski zvezi skupaj z drugimi utežnimi enotami starega ruskega merskega sistema opustili leta 1924. Enoto je še vedno moč zaslediti v dokumentih, ki se nanašajo na poljedelsko proizvodnjo, največ v zvezi z žitom.